# 模範愛侶
《模範愛侶》（英語：The Perfect Couple）是2024年Netflix原創美國犯罪迷你影集，由珍娜·拉米亞開創。本劇改編自美國作家艾琳·希爾布蘭德於2018年出版的同名小說，領銜主演包括妮可·基嫚、李佛·薛伯、達科塔·芬妮、伊芙·休森等演員。
本劇於2024年9月5日在Netflix首播。

## 劇情
準新娘艾蜜莉亞·薩克斯（伊芙·休森飾）即將嫁入南塔克特最富裕的溫布瑞家族。但是，婚禮上疑似發生了謀殺案件，一些不可告人的秘密也隨之而出，情節宛如新郎母親（妮可·基嫚飾）所撰寫的小說一樣。

## 演員及角色
- 妮可·基嫚 飾演 格里爾·蓋瑞森·溫布瑞（Greer Garrison Winbury）：班吉和托馬斯之母
- 李佛·薛伯 飾演 塔格·溫布瑞（Tag Winbury）：班吉和托馬斯之父
- 達科塔·芬妮 飾演 艾比·溫布瑞（Abby Winbury）：托馬斯的妻子
- 伊芙·休森 飾演 艾蜜莉亞·薩克斯（Amelia Sacks）：班吉的未婚妻
- 比利·霍爾（英语：Billy Howle） 飾演 班吉·溫布瑞（Benji Winbury）：艾蜜莉亞的未婚夫，托馬斯的兄弟
- 傑克·雷諾 飾演 托馬斯·溫布瑞（Thomas Winbury）：艾比的丈夫，班吉的兄弟
- 山姆·尼沃拉（英语：Sam Nivola） 飾演 威爾·溫布瑞（Will Winbury）
- 麥可·貝奇 飾演 警長
- 梅根·費伊（英语：Meghann Fahy） 飾演 Merritt Monaco
- 伊沙恩·哈塔爾（英语：Ishaan Khattar） 飾演 Shooter Dival
- 米亞·艾薩克（Mia Isaac）飾演 Chloe Carter
- 唐娜·琳恩·查普琳（英语：Donna Lynne Champlin） 飾演 Nikki Henry
- 伊莎貝·艾珍妮 飾演 Isabel Nallet
- 麥可·貝奇 飾演 Dan Carter
- 尼克·西塞 飾演 Deputy Carl
- 邁克·邁克格拉迪 飾演 布魯斯·薩克斯（Bruce Sacks）
- 丹德里·泰勒 飾演 Karen
- 伊琳娜·杜波娃（Irina Dubova）飾演 Gosia

## 集數
| 集數 | 標題                                   | 導演        | 編劇 | 上線日期     |
| ---- | -------------------------------------- | ----------- | --- | ------------ |
| 1    | 婚禮前夕快樂 Happy Wedding Eve         | 蘇珊娜·比爾 | 故事構思 ：珍娜·拉米亞 | 2024年9月5日 |
| 2    | 她不可能那麼做 She Would Never Do That | 蘇珊娜·比爾 | 故事構思 ：珍娜·拉米亞、布萊恩·霍爾德曼（Bryan M. Holdman）                                                                             | 2024年9月5日 |
| 3    | 完美的家庭 The Perfect Family          | 蘇珊娜·比爾 | 故事構思 ：珍娜·拉米亞、萊拉·科漢（Leila Cohan）                                                                                        | 2024年9月5日 |
| 4    | 有人會受傷 Someone Could Get Hurt      | 蘇珊娜·比爾 | 故事構思 ：珍娜·拉米亞、寇特妮·格雷斯（Courtney Grace）、 艾芙琳·伊夫（Evelyn Yves） 劇本創作 ：珍娜·拉米亞、寇特妮·格雷斯、艾芙琳·伊夫 | 2024年9月5日 |
| 5    | 絕不放棄你 Never Gonna Give You Up     | 蘇珊娜·比爾 | 珍娜·拉米亞、亞歷克斯·貝格（Alex Berger）                                                                                               | 2024年9月5日 |
| 6    | 感覺好多了 That Feels Better           | 蘇珊娜·比爾 | 珍娜·拉米亞 | 2024年9月5日 |

## 製作
2019年，宣布福斯娛樂公司將製作一部改編自艾琳·希爾布蘭德於2018年出版的同名小說的影集 。2019年12月，珍娜·拉米亞宣布開始為福斯撰寫改編後的劇本。
2022年8月，宣布拉米亞和奧斯卡得主蘇珊娜·比爾分別擔任本劇的開創者和導演，並確認這是一部將在Netflix上映的影集，第一季共有6集。拉米亞、比爾、希爾布蘭德、花開影業的妮可·基嫚和佩爾·薩里（Per Saari）、21圈娛樂的薛恩·李維和喬許·貝瑞（Josh Barry）、豺狼集團（The Jackal Group）的蓋爾·伯曼和亨德·巴格達迪（Hend Baghdady）將共同擔任本劇的執行製作人。2024年5月17日，宣布本劇進入後期製作的部分。

### 選角
2023年3月，妮可·基嫚、李佛·薛伯、達科塔·芬妮和伊芙·休森等演員確認出演本劇的主要角色。同月底，奧馬爾·愛普斯加入劇組。

### 拍攝
主題拍攝於2023年4月至6月進行，拍攝地點包括麻薩諸塞州的沿海城鎮查塔姆、夸賓水庫附近的村莊哈德威克，以及鱈魚角半島。2023年9月，部分片段於南塔克特取景拍攝時受到美國演員工會罷工的影響而中斷。

## 發行
2024年7月，宣布本劇定於2024年9月5日在Netflix首播。

## 外部連結
- 互联网电影数据库（IMDb）上《模範愛侶》的资料（英文）
- 在Netflix上觀看《模範愛侶》
- 豆瓣电影上《模範愛侶》的資料 （简体中文）